# Klaus Lehnertz
Klaus Lehnertz (ur. 13 kwietnia 1938 w Solingen) – zachodnioniemiecki lekkoatleta, skoczek o tyczce.

## Osiągnięcia
- brązowy medal igrzysk olimpijskich (Tokio 1964)

## Rekordy życiowe
- skok o tyczce - 5,10 (1967)